# Andrejs Kostjuks
Andrejs Kostjuks, ukr. Андрій Степанович Костюк, Andrij Stepanowycz Kostiuk (ur. 17 lutego 1988 w Iwano-Frankiwsku, Ukraińska SRR) – łotewski piłkarz pochodzenia ukraińskiego, występujący na pozycji obrońcy. W 2007 zmienił obywatelstwo na łotewskie.

## Kariera klubowa
Wychowanek klubów Łokomotyw-MSM-OMIKS Kijów i Dynamo Kijów, barwy których bronił w juniorskich mistrzostwach Ukrainy (DJuFL). Latem 2004 przeniósł się do Łotwy, gdzie szkolił się w Szkole Piłkarskiej Skonto FC. W 2007 rozpoczął karierę piłkarską w JFK Olimps. Latem 2009 został zaproszony do szwajcarskiego Neuchâtel Xamax, ale nie rozegrał żadnego meczu i w 2010 powrócił do JFK Olimps/RFS.